# William Bruhn-Möller
William Bruhn-Möller (Helsingborg, Escània, 12 de febrer de 1887 – Bromma, Estocolm, 13 d'agost de 1964) va ser un remer suec que va competir a començaments del segle xx.
El 1912 va prendre part en els Jocs Olímpics d'Estocolm, on guanyà la medalla de plata en la competició del quatre amb timoner, inriggers del programa de rem, formant equip amb Ture Rosvall, Conrad Brunkman, Herman Dahlbäck i Wilhelm Wilkens. En aquests mateixos Jocs també disputà la prova del vuit amb timoner, on fou eliminat en sèries.